# Volutella therryana
Volutella therryana är en svampart som beskrevs av Sacc. 1886. Volutella therryana ingår i släktet Volutella och familjen Nectriaceae.   Inga underarter finns listade i Catalogue of Life.